# Фірмовий стиль
Фі́рмовий сти́ль (англ. trade dress) — характеристики візуального вигляду продукту або його упаковки (або навіть дизайну будівлі, інтер'єру тощо), що позначають споживачам джерело продукту. Є аспектом права торговельних марок, що є формою права про охорону інтелектуальної власності. 
Фірмовий стиль є набором колірних, графічних, словесних, типографських, дизайнерських, постійних елементів (констант), що забезпечують візуальну і змістову єдність товарів (послуг) усієї вихідної від фірми інформації, її внутрішнього оформлення. Основними цілями фірмового стилю можна назвати ідентифікацію виробів і вказівку на зв'язок їх із фірмою, виділення цих товарів із загальної маси аналогічних товарів її конкурентів. Наявність фірмового стилю свідчить про впевненість його власника в позитивному враженні, яке він справляє на споживача.

## Завдання
Фірмовий стиль — це те, що робить компанію пізнаваною, рекламу — що запам'ятовується. Він виявляється в повторенні основних елементів фірмового дизайну (логотип, кольори, шрифти) на всіх елементах рекламної кампанії.
При створенні фірмового стилю необхідно пам'ятати про те, що обраний стиль в ідеалі повинний мати добрий вигляд як на візитці 90 × 50 мм, так і на рекламному щиті площею 5 м2, як у кольорі, так і в чорно-білому варіанті (наприклад, факсимільна копія).

## Носії

#### Атрибути діяльності фірми
- Візитна картка
- Фірмовий бланк листа
- Фірмовий конверт
- Печатку фірми
- Цінник
- Ярлик

#### Ділова поліграфія
У процесі роботи компанії використовуються бланки і шаблони документів для ведення ділового листування. Канцелярсько-поліграфічна продукція і ділова документація важливий інструмент в області корпоративного стилю і ділового спілкування. Тому дуже важливо, щоб на цих документах корпоративний знак зображувався одноманітно і правильно.
Існує безліч зразків канцелярсько-поліграфічної продукції та ділової документації. Використання корпоративного знака, фірмових шрифтів і кольору створює різноманітний і гармонійний візуальний ряд канцелярсько-поліграфічної продукції та ділової документації. Кожен зразок супроводжується коротким описом і докладною схемою побудови, на підставі якої можна створити будь-який діловий документ. Друкований фірмовий бланк це одні з основних способів знайомства партнерів з компанією всі листи, незалежно від того, кому вони адресовані, створюються за єдиним зразком корпоративний знак вказується ненав'язливо, але обов'язково присутній на бланку.
Візитна картка — ще один спосіб знайомства аудиторії з компанією та її співробітниками. Цей зразок ділової поліграфії, як і фірмовий бланк, може бути двомовним.
Окрім наведених вище прикладів, ділова поліграфія включає конверти, блокноти, анкети, бейджі. А також, сюди входить представницька поліграфія: запрошення, теки, наклейки, грамоти, подяки, сертифікати, листівки. Кольорові теки використовуються для спрощення ідентифікації документів. Незалежно від призначення і композиції побудови фірмової теки корпоративний знак розміщується в нижньому правому куті без виворотки і без накладення корпоративного знака на слайд або кольоровий фірмовий фон.

#### Різні форми реклами й просування
- Реклама в пресі; радіо- і телереклама;
- Виставковий стенд;
- Реклама на транспорті;
- Зовнішня реклама;
- Інформаційний лист;
- Буклет;
- Календар;
- Плакат.

#### Друковані видання
Корпоративний журнал, листівка, бюлетень і засоби зовнішньої друкованої інформації є сильним інструментом для створення корпоративної філософії, який одночасно створює образ компанії у внутрішньому і зовнішньому середовищі. Основні елементи дизайну буклетів чітко зазначають імідж і характер компанії. Вони витримуються у вільній, демократичній, відкритої графічній манері.
Для створення додаткового відчуття легкості й динамічності бажано уникати високої щільності розміщення фотоматеріалу. На обкладинках використовуються слайди в рамках креативної концепції. Логотип журналу дається на кольоровій або білій плашці з додатковою палітрою кольорів (можливе розміщення логотипа на напівпрозорої плашки). У структурі рубрикацій журналу використовуються кольору з додатковою фірмової палітри для зручності й простоти навігації. В основу побудови журналу закладена стандартна модульна сітка.

#### Засоби візуальної ідентифікації
Значок, нашивка; одяг співробітників; вивіска; табличка на дверях.

#### Архітектурне середовище компанії
Особливості дизайну інтер'єру; оформлення фасаду будівлі, вхідних груп; ландшафтний дизайн тощо.

#### Внутрішній і зовнішній дизайн будівель, вивіски
Необхідно ідентифікувати компанію в інтер'єрі та екстер'єрі. В екстер'єрі використовується зазвичай дахова установка у вигляді світлового короба у вигляді корпоративного знака з можливістю спеціального підсвічування зсередини. В інтер'єрі користуються по-дизайнерськи опрацьовані вивіски і покажчики. Всі вони обрамлені в фірмовий колір, так що з першого погляду можна сказати, вивіска якої компанії зображена.

### Вимоги
В остаточному варіанті робота зі створення фірмового стилю повинна бути представлена у вигляді такої інформації в декількох форматах на електронному носії:
- Логотип у кольорі й у чорно-білому варіанті (якщо такий передбачений) з розшифровкою кольорів і шрифтів.
- Основні текстові шрифти також з розшифровкою.
- Макети візитних карток, бланків і іншої поліграфічної продукції в границях обговореного друкованого формату.

Якщо вживаються які-небудь тла або сітки, вони також повинні бути докладно описані. Якщо виготовлення продукції зв'язане з використанням нестандартної технології, це теж повинно бути відображено. Іншими словами, якщо Ви заплатили за розробку фірмового стилю, замовлення продукції по виготовлених макетах повинне зводитися до передачі диска або дискети в типографію або рекламне агентство.

## Зображальні засоби
До числа основних елементів фірмового стилю відносяться фірмовий комплект шрифтів, товарний знак (™), фірмовий шрифтовий напис (логотип), вивіска, фірмові кольори, акциденція: візитні картки, оформлення вебсайту, бланки тощо.